# Nairai
Nairai is een eiland in de Lomaiviti-archipel in Fiji. Het heeft een oppervlakte van ca 30 km² en het hoogste punt is 366 m. Er wonen ongeveer 5.000 mensen, voornamelijk in dorpjes aan de kust.
Op Nairai komt slechts één zoogdier voor, de Tongavleerhond (Pteropus tonganus).